# La hija del engaño
La hija del engaño és un llargmetratge que el director Luis Buñuel va rodar a Mèxic, basada en el sainet Don Quintín el Amargao de Carlos Arniches i José Estremera. Forma part de les pel·lícules que el mateix director considerava alimentàries, ja que li servien per menjar. Malgrat això aquesta pel·lícula té un subtil sentit de l'humor.
En realitat es tracta d'una adaptació mexicana d'una pel·lícula que Buñuel ja havia realitzat a Espanya com a productor i supervisor durant els últims anys de la Segona República i que, segons alguns testimonis, pràcticament va dirigir el mateix, si bé no va voler firmar-la. Es tracta de l'única pel·lícula de la qual Buñuel va fer dues versions.

## Argument
El senyor Quintín, home de sòlids principis morals, sorprèn la seva esposa Maria en ple adulteri i l'expulsa de casa seva. A despit d'això, li diu que Marta, la filla que ell creu d'ambdós, en realitat no és filla seva. El Senyor Quintín es desfarà llavors de la seva filla, deixant-la a càrrec d'un matrimoni, que serà el que s'ocupi de la nena. Però anys més tard Maria confessarà al senyor Quintín la veritat.

## Repartiment
- Fernando Soler (Quintín Guzmán)
- Alicia Caro (Martha)
- Fernando Soto (Angelito)
- Rubén Rojo (Paco)
- Nacho Contla (Jonrón)
- Amparo Garrido (María)
- Lily Aclemar (Jovita)
- Álvaro Matute (Julio)
- Roberto Meyer (Lencho García)
- Conchita Gentil Arcos (Tona García)
- Francisco Ledesma
- Victorio Blanco (Jugador de cartes) (no surt als crèdits)
- Lupe Carriles (Dona al carrer) (no surt als crèdits)
- José Escanero (Gambler) (no surt als crèdits)
- Javier Loya (Jove Gambler) (no surt als crèdits)
- Pepe Martínez (Cantiner) (no surt als crèdits)
- Ignacio Peón (Client del cafè) (no surt als crèdits)
- Salvador Quiroz (Cap d'estació) (no surt als crèdits)
- Jesús Rodríguez (no surt als crèdits)
- Hernán Vera (Amic de Lencho) (no surt als crèdits)